# Bolschaja-Momskaja-Aufeis
Das Bolschaja-Momskaja-Aufeis (russisch Большая Момская наледь / Bolschaja Momskaja naled, wiss. Transliteration Bol'šaja Momskaja naled') oder Ulachan-Taryn (Улахан-Тарын) ist die größte Aufeis-Bildung in Russland und in der Welt. Sie liegt im östlichen Teil der Republik Sacha und erstreckt sich über 26 km entlang des Flussbettes der Moma, eines rechten Nebenflusses der Indigirka. Sie hat eine Fläche von über 100 km², eine Dicke von 3 bis 8 m und ein Gesamtvolumen von etwa 0,5 km³. Sie befindet sich im Moma-Naturpark in der Moma-Selennjach-Senke.

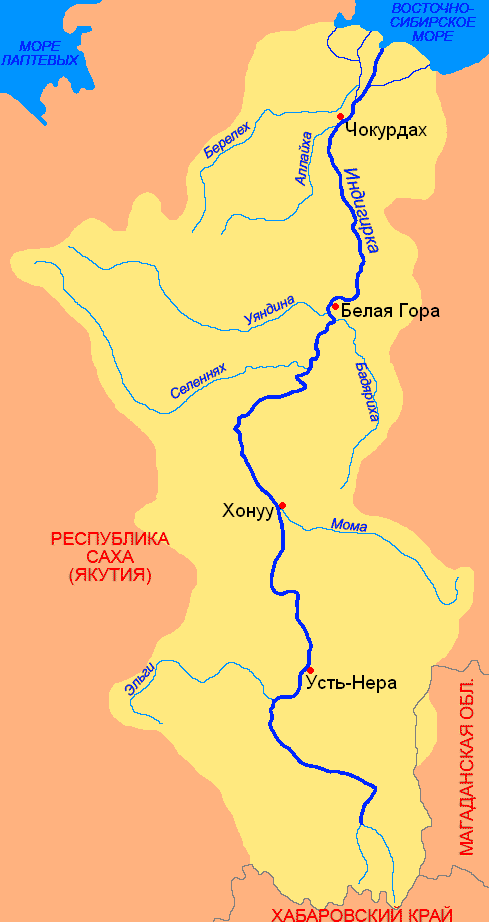
Lage der Moma im Einzugsgebiet der Indigirka

Die Bezeichnung Aufeis geht auf den deutsch-baltischen Zoologen und Entdecker in russischen Diensten Alexander Theodor von Middendorff (1815–1894) zurück.
Das Gebiet ist wichtiger Forschungsgegenstand der Geokryologie.